# 31. ceremonia wręczenia Oscarów

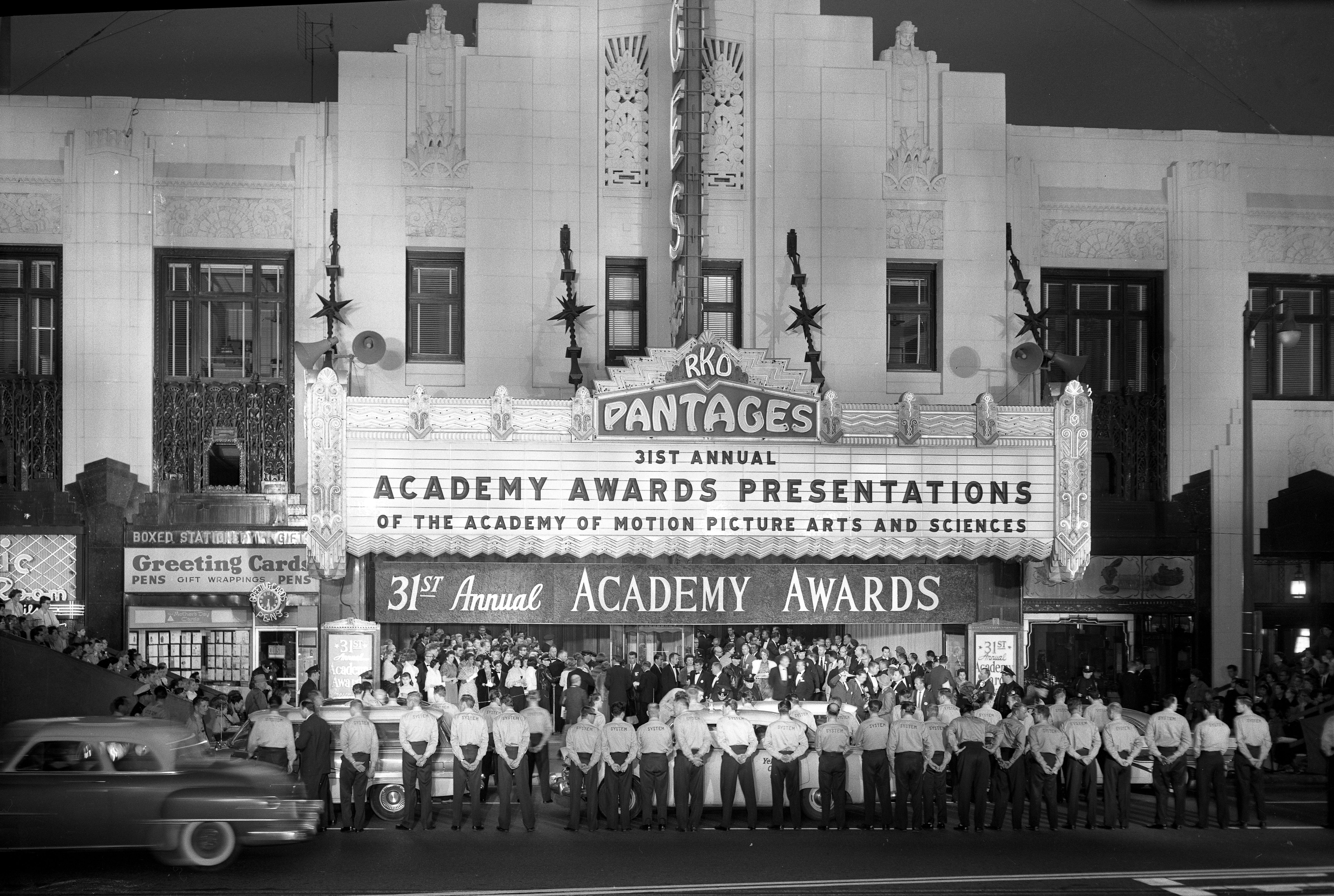
Wejście do RKO Pantages Theatre w Los Angeles podczas ceremonii.

31. ceremonia rozdania Oscarów odbyła się 6 kwietnia 1959 roku w RKO Pantages Theatre w Los Angeles.

## Laureaci i nominowani
Laureaci nagród wyróżnieni są wytłuszczeniem

### Najlepszy film
- Arthur Freed – Gigi
- Jack L. Warner – Ciotka Mame
- Lawrence Weingarten – Kotka na gorącym, blaszanym dachu
- Stanley Kramer – Ucieczka w kajdanach
- Harold Hecht – Osobne stoliki

### Aktor pierwszoplanowy
- David Niven – Osobne stoliki
- Paul Newman – Kotka na gorącym, blaszanym dachu
- Tony Curtis – Ucieczka w kajdanach
- Sidney Poitier – Ucieczka w kajdanach
- Spencer Tracy – Stary człowiek i morze

### Aktorka pierwszoplanowa
- Susan Hayward – Chcę żyć!
- Rosalind Russell – Ciotka Mame
- Elizabeth Taylor – Kotka na gorącym, blaszanym dachu
- Deborah Kerr – Osobne stoliki
- Shirley MacLaine – Długi tydzień w Parkman

### Aktor drugoplanowy
- Burl Ives – Biały Kanion
- Lee J. Cobb – Bracia Karamazow
- Theodore Bikel – Ucieczka w kajdanach
- Arthur Kennedy – Długi tydzień w Parkman
- Gig Young – Prymus

### Aktorka drugoplanowa
- Wendy Hiller – Osobne stoliki
- Peggy Cass – Ciotka Mame
- Cara Williams – Ucieczka w kajdanach
- Maureen Stapleton – Lonelyhearts
- Martha Hyer – Długi tydzień w Parkman

### Reżyseria
- Vincente Minnelli – Gigi
- Richard Brooks – Kotka na gorącym, blaszanym dachu
- Stanley Kramer – Ucieczka w kajdanach
- Robert Wise – Chcę żyć!
- Mark Robson – Gospoda Szóstego Dobrodziejstwa

### Scenariusz oryginalny
- Nedrick Young, Harold Jacob Smith – Ucieczka w kajdanach
- Paddy Chayefsky – Bogini
- Melville Shavelson, Jack Rose – Dom na łodzi
- William Bowers, James Edward Grant – Jeden przeciw wszystkim
- Fay Kanin, Michael Kanin – Prymus

### Scenariusz adaptowany
- Alan Jay Lerner – Gigi
- Richard Brooks, James Poe – Kotka na gorącym, blaszanym dachu
- Alec Guinness – Koński pysk
- Nelson Gidding, Don Mankiewicz – Chcę żyć!
- Terence Rattigan, John Gay – Osobne stoliki

### Zdjęcia (film czarno-biały)
- Sam Leavitt – Ucieczka w kajdanach
- Daniel L. Fapp – Pożądanie w cieniu wiązów
- Lionel Lindon – Chcę żyć!
- Charles Lang – Osobne stoliki
- Joseph MacDonald – Młode lwy

### Zdjęcia (film barwny)
- Joseph Ruttenberg – Gigi
- Harry Stradling Sr. – Ciotka Mame
- William H. Daniels – Kotka na gorącym, blaszanym dachu
- James Wong Howe – Stary człowiek i morze
- Leon Shamroy – Południowy Pacyfik

### Scenografia i dekoracja wnętrz
- William A. Horning, Preston Ames, Henry Grace i Keogh Gleason – Gigi
- Malcolm C. Bert i George James Hopkins – Ciotka Mame
- Cary Odell i Louis Diage – Czarna magia na Manhattanie
- Lyle Wheeler, John DeCuir, Walter M. Scott i Paul S. Fox – Pewien uśmiech
- Hal Pereira, Henry Bumstead, Sam Comer i Frank R. McKelvy – Zawrót głowy

### Kostiumy
- Cecil Beaton – Gigi
- Jean Louis – Czarna magia na Manhattanie
- Ralph Jester, Edith Head i John Jensen – Korsarz
- Charles LeMaire i Mary Wills – Pewien uśmiech
- Walter Plunkett – Długi tydzień w Parkman

### Dźwięk
- Fred Hynes (Todd-AO Sound Department) – Południowy Pacyfik
- Gordon Sawyer (Samuel Goldwyn SSD) – Chcę żyć!
- Leslie I. Carey (Universal-International SSD) – Czas życia i czas śmierci
- George Dutton (Paramount SSD) – Zawrót głowy
- Carlton W. Faulkner (20th Century-Fox SSD) – Młode lwy

### Montaż
- Adrienne Fazan – Gigi
- William H. Ziegler – Ciotka Mame
- William A. Lyon, Al Clark – Kowboj
- Frederic Knudtson – Ucieczka w kajdanach
- William Hornbeck – Chcę żyć!

### Efekty specjalne
- Tom Howard – Tomcio Paluch
- A. Arnold Gillespie, Harold Humbrock – Torpeda poszła!

### Piosenka filmowa
- „Gigi” – Gigi – muzyka: Frederick Loewe; słowa: Alan Jay Lerner
- „A Certain Smile” – Pewien uśmiech – muzyka: Sammy Fain; słowa: Paul Francis Webster
- „Almost in Your Arms” – Dom na łodzi – Jay Livingston, Ray Evans
- „A Very Precious Love” – Marjorie Morningstar – muzyka: Sammy Fain; słowa: Paul Francis Webster
- „To Love and Be Loved” – Długi tydzień w Parkman – muzyka: Jimmy Van Heusen; słowa: Sammy Cahn

### Muzyka filmowa w dramacie/komedii
- Dimitri Tiomkin – Stary człowiek i morze
- Jerome Moross – Biały Kanion
- David Raksin – Osobne stoliki
- Oliver Wallace – Białe pustkowia
- Hugo Friedhofer – Młode lwy

### Muzyka filmowa w musicalu
- André Previn – Gigi
- Jurij Fajer i Giennadij Rożdiestwienski – The Bolshoi Ballet
- Ray Heindorf – Czego pragnie Lola
- Lionel Newman – Mardi Gras
- Alfred Newman i Ken Darby – Południowy Pacyfik

### Krótkometrażowy film animowany
- John W. Burton – Rycerski Rycerz Bugs

### Krótkometrażowy film aktorski
- Walt Disney – Grand Canyon

### Krótkometrażowy film dokumentalny
- Ben Sharpsteen – Ama Girls

### Pełnometrażowy film dokumentalny
- Ben Sharpsteen – White Wilderness

### Nieangielskojęzyczny film fabularny
- Francja – Mój wujaszek, reż. Jacques Tati
- RFN – Żołnierz i bohater, reż. Franz Peter Wirth
- Włochy – Sprawcy nieznani, reż. Mario Monicelli
- Jugosławia – Droga długa jak rok, reż. Giuseppe De Santis
- Hiszpania – Vendetta, reż. Juan Antonio Bardem

### Oscar Honorowy
- Maurice Chevalier – za całokształt pracy aktorskiej